# Boa Ventura (São Vicente)
Boa Ventura is een plaats (freguesia) in de Portugese gemeente São Vicente en telt 1537 inwoners (2001).